# Campanula gansuensis
Campanula gansuensis là loài thực vật có hoa trong họ Hoa chuông. Loài này được L.C.Wang & D.Y.Hong mô tả khoa học đầu tiên năm 2000.